# Gangavalli
Gangavalli (o Gangawali) è una suddivisione dell'India, classificata come town panchayat, di 10.584 abitanti, situata nel distretto di Salem, nello stato federato del Tamil Nadu. In base al numero di abitanti la città rientra nella classe IV (da 10.000 a 19.999 persone).

## Geografia fisica
La città è situata a 11° 28' 60 N e 78° 39' 0 E e ha un'altitudine di 291 m s.l.m..

## Società

### Evoluzione demografica
Al censimento del 2001 la popolazione di Gangavalli assommava a 10.584 persone, delle quali 5.332 maschi e 5.252 femmine. I bambini di età inferiore o uguale ai sei anni assommavano a 1.123, dei quali 585 maschi e 538 femmine. Infine, coloro che erano in grado di saper almeno leggere e scrivere erano 6.298, dei quali 3.615 maschi e 2.683 femmine.